# Mort de gana
Mort de gana és una rumba catalana de La Trinca que es publicà el 1973 dins un LP homònim editat per Edigsa. Escrita i composta per La Trinca amb la col·laboració de Jaume Picas, és una de les cançons més recordades del grup. Prenia el nom de l'espectacle musical de La Trinca Mort de gana show, estrenat uns mesos abans i representat pel grup arreu del territori durant una llarga temporada.
La coneguda tornada de la cançó, «prim, prim, prim i mort de gana», retrata un estereotip vigent encara en aquells moments del final del franquisme, en què el record de la fam i les penalitats viscudes durant la postguerra era ben viu. El filòleg Pau Vidal analitza la cançó en parlar del conegut insult popular "mort de gana", dins el seu llibre 100 insults imprescindibles (Cossetània, 2014).
Al llarg dels anys, diversos autors han versionat la cançó, entre ells Peret, qui acompanyat de la mateixa Trinca a l'escenari la interpretà al programa Buscant la Trinca de TV3 a començaments del 2010. Aquesta versió fou inclosa per la publicació digital La Tornada dins la seva selecció de "les 10 millors versions rumberes". L'agost del 2016, Sabor de Gràcia la interpretà al programa Còmics de TV3, presentat per Àngel Llàcer.

## Àlbum
La cançó Mort de gana donava nom a l'àlbum d'Edigsa que la incloïa. Era la tercera, entre Califa i La mort del pagès, entre un total de deu temes:
| \| Núm. \| Títol \| Durada \| \| ---- \| ---------------------------- \| ------ \| \| 1. \| «Hello ! Hello !» \| \| \| 2. \| «Califa» \| \| \| 3. \| «Mort de gana» \| \| \| 4. \| «La mort del pagès» \| \| \| 5. \| «Cleopatra» \| \| \| 6. \| «Tango» \| \| \| 7. \| «La Lilí i l'Alí Babà» \| \| \| 8. \| «El fado de l'enfadós» \| \| \| 9. \| «Mollerussa, mon amour» \| \| \| 10. \| «Ara que tinc vuitanta anys» \| \| |                              |        |
| Núm. | Títol                        | Durada |
| 1. | «Hello ! Hello !»            |        |
| 2. | «Califa»                     |        |
| 3. | «Mort de gana»               |        |
| 4. | «La mort del pagès»          |        |
| 5. | «Cleopatra»                  |        |
| 6. | «Tango»                      |        |
| 7. | «La Lilí i l'Alí Babà»       |        |
| 8. | «El fado de l'enfadós»       |        |
| 9. | «Mollerussa, mon amour»      |        |
| 10. | «Ara que tinc vuitanta anys» |        |

## Mort de gana show
Tant la cançó com l'àlbum Mort de gana prenien el nom d'un espectacle anterior del grup, anomenat Mort de gana show. Estrenat el 21 d'abril de 1973 al Teatre Romea de Barcelona amb gran èxit de públic, es basava en esquetxos i cançons inconnexes, amb al·lusions a un tal "Florenci Foix" (Terenci Moix, coautor de l'espectacle) i música i lletres de La Trinca, tret d'algunes que eren obra de Maria Aurèlia Capmany, Jaume Vidal Alcover i Jordi Teixidor. A l'escenari hi apareixien, a banda de La Trinca, Rosa Maria Sardà, Elisenda Ribas i Enric Pous. Entre les cançons que hi cantaven, hi havia «Waters, flors i vides», «Galliner's stories», «Cleopatra» o «Simplement Marieta».
L'àlbum Mort de gana es publicà el juny d'aquell mateix any per tal d'aprofitar l'èxit de l'espectacle. A la tardor, després d'haver portat el "Mort de gana show" a moltes festes majors arreu de Catalunya, La Trinca s'instal·là novament al Teatre Romea i hi recreà uns retalls dels espectacles "Mort de gana Show" i "Trincar i riure". L'abril de 1974, La Trinca reprengué el "Mort de gana Show" al Teatre Romea, just al cap d'un any d'haver-lo estrenat i coincidint amb el cinquè aniversari del grup.